# Attack of the Mayan Mummy
Attack of the Mayan Mummy è un film per la televisione del 1964 diretto da Rafael Portillo e Jerry Warren.
È un film horror statunitense di serie B con George Mitchell, Rosa Arenas e Ramón Gay. È un rifacimento del film horror messicano La momia azteca (primo di una serie di film dell'orrore con protagonista la mummia Popoca) di cui utilizza molte sequenze alle quali sono poi aggiunte scene con gli attori statunitensi.

## Produzione
Il film, diretto da Rafael Portillo (sequenze messicane originali) e Jerry Warren (sequenze statunitensi) su una sceneggiatura di Guillermo Calderón, Alfredo Salazar e dello stesso Warren e un soggetto di Salazar, fu prodotto da Calderón e Warren per la Medallion Pictures.

## Distribuzione
Il film fu trasmesso negli Stati Uniti nel 1964 in syndication.

## Critica
Secondo Leonard Maltin è un "film di serie Z farcito di spezzoni di horror messicani".